# Léon Lecornu
Léon François Alfred Lecornu ou Le Cornu (Caen, 13 de janeiro de 1854 — Saint-Aubin-sur-Mer (Calvados), 13 de novembro de 1940) foi um engenheiro e físico francês.
Após a educação secundária no Lycée de Caen, Léon Lecornu formou-se em engenharia na École Polytechnique em 1872. Em 1893 foi indicado professor da Universidade de Caen, depois da Escola Superior de Minas de Paris em 1900, e da École Polytechnique em 1904.
Foi eleito membro da Académie des Sciences em 1910 (section de mécanique). Irmão do também engenheiro Joseph Lecornu.

## Obras
- Cours de mécanique, Paris, Gauthier-Villars, 1914–1918[1][2][3]
- Dynamique appliquée, Paris, Doin, 1908[4]
- La mécanique, les idées et les faits, Paris, Flammarion, 1918
- Les régulateurs des machines à vapeur, Paris, Dunod, 1904
- Note sur le laboratoire aérodynamique Eiffel à Auteuil, Paris, Gauthier-Villars, 1914
- Sur la métallurgie du fer en basse-Normandie, Caen, Le Blanc-Hardel, 1884
- Sur l'équilibre des surfaces flexibles et inextensibles. Suivi de Propositions données par la Faculté, Paris, Gauthier-Villars, 1880, read online. [S.l.: s.n.]
- Théorie mathématique de l'élasticité, Paris, Gauthier-Villars, 1929, réimp. 1967